# WWE Fatal 4-Way
WWE Fatal 4-Way fue un evento anual de pago por visión producido por la empresa de lucha libre profesional World Wrestling Entertainment (WWE), tuvo lugar el 20 de junio de 2010 desde el Nassau Veterans Memorial Coliseum en Long Island, Nueva York. El tema oficial fue "Showstopper" de TobyMac.
Fatal 4-Way fue incorporado a la programación de PPVs de la WWE en el año 2010 con la temática de que las luchas titulares más importantes serían en combates estilo Fatal 4 Way, reemplazando a The Bash como el evento del mes de junio. Sin embargo, fue retirado de la programación en el 2011.

## Resultados
- Dark match: Zack Ryder derrotó a Montel Vontavious Porter.
  - Ryder cubrió a MVP después de un "Zack Attack".
- Kofi Kingston derrotó a Drew Mclntyre y retuvo el Campeonato Intercontinental de la WWE. (16:29)
  - Kingston cubrió a McIntyre después de un "Twist of Fate" de Matt Hardy y un "Trouble In Paradise".
  - El árbitro fue noqueado durante la lucha y Theodore Long apareció para reemplazarlo.
  - Durante la lucha McIntyre aplicó un Future Shock a Kingston, pero Long se negó a hacer la cuenta de 3.
- Alicia Fox derrotó a Eve Torres (c), Maryse y Gail Kim, y ganó el Campeonato de Divas de la WWE. (5:25)
  - Fox cubrió a Maryse después de un "Diving Moonsault" de Eve.
- Evan Bourne derrotó a Chris Jericho. (12:04)
  - Bourne cubrió a Jericho después de un "Air Bourne" sobre su espalda.
- Rey Mysterio derrotó a The Big Show, CM Punk y Jack Swagger (c), y ganó el Campeonato Mundial Peso Pesado. (10:28)
  - Mysterio cubrió a Swagger después de un "619" y un "Springboard Splash".
  - Durante el combate, Kane interfirió atacando a Punk.
  - Originalmente The Undertaker iba a participar en este combate, pero fue sustituido por Mysterio debido a una lesión.
  - Mysterio logró clasificarse a la lucha tras ganar una Battle Royal entre todos los luchadores del roster.
- The Miz derrotó a R-Truth y retuvo el Campeonato de los Estados Unidos (13:23)
  - The Miz cubrió a R-Truth con un "Roll-Up".
- The Hart Dynasty (Natalya, Tyson Kidd & David Hart Smith) derrotaron a The Usos (Jimmy, Jey & Tamina). (9:29)
  - Natalya cubrió a Tamina después de un "Discus Clothesline".
- Sheamus derrotó a John Cena (c), Randy Orton y Edge, y ganó el Campeonato de la WWE. (17:25)
  - Sheamus cubrió a Cena después de que The Nexus atacaran a Cena.
  - Durante el combate, The Nexus atacaron a todos los luchadores.
  - Después de la lucha, The Nexus siguieron atacando a Cena y persiguieron a Sheamus, quien logró huir saltando la barricada.